# 南官杓
南 官杓（ナム・グァンピョ、朝: 남관표、英: Nam Gwan Pyo、1957年 - ）は、大韓民国の外交官。ハンガリーやスウェーデン、日本の特命全権大使、国家安保室第2次長（次官級）を歴任した。

## 来歴
1957年、釜山市生まれ。京畿高等学校を卒業後、ソウル大学校法学部を卒業し、ジョンズ・ホプキンズ大学大学院の国際政治学修士課程を終えた。

### 外交官として
1978年に第12回外交官試験に合格し、1981年12月に外務部（現在の外交部）に入職。以降、外交畑を歩むこととなる。国外の赴任経験は1986年6月のアメリカ合衆国在シカゴ総領事館を皮切りに、日本、フィリピン、ベトナムの大使館にて勤務した。
2002年より外交通商部の条約局（現：国際法律局）審議官。盧武鉉政権下では同部署などアメリカと一線を画した自主外交を趣向する自主派と、北米局などアメリカとの同盟を重視する同盟派の対立が激しく、条約局に属する南官杓もまた自主派に分類されていた。盧武鉉政権自体も自主外交政策をとっており、2007年に外交官としては異例となる青瓦台民情首席室に派遣され、規制改革調整官、規制改革室室長を務めた。当時の民情首席室首席が文在寅である。2011年よりハンガリー、2015年よりスウェーデンの特命全権大使を務めた。
2017年6月20日、民情首席室時代の上司で大統領となっていた文在寅より国家安保室の第2次長（次官級）に任命された。第2次長として、THAADミサイル配備問題をめぐって対立が深まった中国との関係改善を図るため、中国側との実務協議を事実上主導したほか、2018年開催の南北高官級会談の韓国側代表団にも名を連ね、同年9月の南北首脳会談実施、北朝鮮との共同連絡事務所の開設につながった。

### 駐日大使として
2019年2月28日、文在寅大統領は青瓦台次長級の人事を一新し、第2次長を退任した南官杓は悪化する日本との関係を改善するために駐日大韓民国大使へ起用されることが有力視され、3月4日に発表された公館長人事にて内定が判明した。5月3日に外交部より正式に駐日大使に任命され、5月9日に着任。5月13日には河野太郎外務大臣を表敬訪問した。5月20日に皇居で信任状を捧呈した。
2019年7月19日、日本の河野外相が南大使を召致して両者の会談が持たれた。マスコミが集まっていたこの会談の席上で、南大使は、旧朝鮮半島出身労働者問題（いわゆる「徴用工訴訟問題」）の解決手段として日本側が既に拒否している「日韓双方の企業が賠償相当額を支払う」という案を繰り返し要求したが、当時の河野外相は受諾せず、先方の通訳を遮る形で「韓国側の提案は全く受け入れられるものでない。極めて無礼でございます。」と発言して南大使に強い不快感を表明した。但し、これは河野外相が南個人への失望を吐露したというよりは、国際条約に抵触している文在寅政権への批難を表明したものであり、早くも7月下旬には河野外相は南大使を「仲直りの食事会」に招いている。また、河野防衛相（2019年9月に外相から防衛相に転任）は同年10月3日に韓国大使館が主催した国軍の日のイベントに日本の閣僚級として唯一参加し、会場で南大使と挨拶を交わしている。
2019年10月4日、駐日韓国大使館で行われた国政監査の中で、尹相現（自由韓国党）議員からの質問に答える形で、南大使は既に解消が決定している日韓秘密軍事情報保護協定（GSOMIA）については復帰が望ましいとする考えを述べた。この発言は文大統領が2017年の大統領選で掲げた公約を否定するものであり、本来であれば大使としての職務権限を逸脱した問題発言と見なされて文大統領から謝罪や発言撤回を求められる可能性の高い発言であるが、実際にはそうならず、南大使はGSOMIA継続を推奨する発言に対して謝罪も取り消しもしないまま、その後1年以上にわたって駐日大使として奉職した。
2020年11月23日、文大統領は知日派かつ反日強硬派の姜昌一を次期駐日大使に任命した。12月25日に加藤勝信官房長官に離任挨拶を行い、2021年1月16日午後に日本を離れたが、その際の菅義偉総理との面会は直前まで調整が行われたものの最終的には実現しなかった。但し、さかのぼる1月6日に離任の挨拶をするため赤坂御所で天皇に面会する機会には与っている。

## 受賞歴
- 2015年：ハンガリー中十字勲章[2]
- 2021年：日本国旭日大綬章[27]